# Režanci
Režanci (olaszul: Resanci) falu Horvátországban, Isztria megyében. Közigazgatásilag Svetvinčenathoz tartozik.

## Fekvése
Az Isztria délkeleti részén, Pólától 23 km-re északra, községközpontjától 6 km-re délkeletre fekszik. A település magja néhány falazott ciszternával ellátott lakó és gazdasági épületből áll.

## Története
A település a 16. században népesült be, amikor a velenceiek dalmáciáól a török elől menekülő horvátokat telepítettek ide. A svetvinčenati plébániához tartozott. A falunak 1880-ban 249, 1910-ben 305 lakosa volt. Az első világháború után Olaszországhoz került. Az Isztria az 1943-as olasz kapituláció után szabadult meg az olasz uralomtól. A második világháború után Jugoszlávia, majd Jugoszlávia felbomlása után 1991-ben a független Horvátország része lett. 2011-ben a falunak 218 lakosa volt. Lakói mezőgazdasággal és állattartással (juh) foglalkoznak.

## Nevezetességei
- Szent Germanus tiszteletére szentelt temploma a településtől nyugatra áll. A templom a 12. századból származik, négyszög alaprajzú épület, belső négyszögletes apszissal. A templomot később barokk stílusban építették át, de az eredeti befalazott ablaknyílások megmaradtak a vakolat alatt.
- A falutól 2 km-re délre a Markovica nevű helyen vakolt falak maradványai, cseréptöredékek találhatók és a közelben sírok is vannak.
- A faluban Josip Bilić Gašpar és Draženka Pačić műveit bemutató galéria található. Láthatók itt a falu lakói által egykor használt régi eszközök, szerszámok is.

## Lakosság
| Lakosság változása | Lakosság változása | Lakosság változása | Lakosság változása | Lakosság változása | Lakosság változása | Lakosság változása | Lakosság változása | Lakosság változása | Lakosság változása | Lakosság változása | Lakosság változása | Lakosság változása | Lakosság változása | Lakosság változása | Lakosság változása |
| ------------------ | ------------------ | ------------------ | ------------------ | ------------------ | ------------------ | ------------------ | ------------------ | ------------------ | ------------------ | ------------------ | ------------------ | ------------------ | ------------------ | ------------------ | ------------------ |
| 1857               | 1869               | 1880               | 1890               | 1900               | 1910               | 1921               | 1931               | 1948               | 1953               | 1961               | 1971               | 1981               | 1991               | 2001               | 2011               |
| 0                  | 0                  | 249                | 241                | 269                | 305                | 461                | 0                  | 372                | 363                | 312                | 242                | 198                | 219                | 231                | 218                |